# Wendell Meredith Stanley
Wendell Meredith Stanley (16.8.1904 – 15.6.1971) là nhà hóa sinh, nhà virus học người Mỹ, đã đoạt Giải Nobel Hóa học năm 1946.

## Tiểu sử
Stanley sinh tại Ridgeville, Indiana. Ông đậu bằng cử nhân khoa học ở Earlham College tại Richmond, Indiana. Sau đó ông vào học ở Đại học Illinois, đậu bằng thạc sĩ khoa học năm 1927 và bằng tiến sĩ hóa học năm 1929.

### Sự nghiệp
Là thành viên của Hội đồng nghiên cứu quốc gia ông đã tạm di chuyển sang Đức làm việc với Heinrich Wieland tại München, rồi trở về Hoa Kỳ năm 1931 làm phụ tá ở Viện Rockefeller tới năm 1948. Sau đó ông trở thành giáo sư hóa sinh ở Đại học California tại Berkeley,
Công trình nghiên cứu của Stanley đã góp phần vào các hợp chất lepracidal (lepracidal compounds), hóa học lập thể diphenyl và hóa học của các sterol. Các nghiên cứu của ông về loại virus gây ra bệnh khảm ở cây thuốc lá, đã dẫn tới việc cô lập một nucleoprotein trong đó biểu lộ rõ hoạt động của virus bệnh khảm ở cây thuốc lá. Phần lớn các kết luận mà Stanley trình bày trong nghiên cứu đoạt giải Nobel của ông đã sớm tỏ ra không chính xác (đặc biệt, điều về các tinh thể của virus bệnh khảm mà ông đã cách ly được chỉ là protein thuần túy, và được tập hợp bằng phản ứng tự xúc tác).

## Giải thưởng và Vinh dự
- Giải Nobel Hóa học năm 1946
- Huy chương Rosenburger
- Giải Alder
- Giải Scott
- Giải Willard Gibbs năm 1947
- Giải thành tựu khoa học của Hiệp hội Hóa học Hoa Kỳ (AMA Scientific Achievement Award).
- Phòng Stanley ở Đại học California tại Berkeley (nay là Stanley Biosciences and Bioengineering Facility) và Phòng Stanley ở Earlham College được đặt theo tên ông.
- Ông cũng được trao nhiều bằng tiến sĩ danh dự của các Đại học Harvard, Đại học Yale, Đại học Princeton và Đại học Paris.

### Đời tư
Stanley kết hôn với Marian Staples năm 1929. Họ có ba con gái (Marjorie, Dorothy và Janet) cùng một con trai, Wendell M. Junior.